# Roberta Bosco
Roberta Bosco, (Turín, Italia) es una periodista italiana, afincada en Barcelona, España,  especializada en arte contemporáneo y cultura digital. 

## Trayectoria
Toda su carrera la ha desarrollado publicando en múltiples medios internacionales, además como experta en arte tecnológico ha comisariado diversas exposiciones de arte digital en varias instituciones y museos y formado parte de numerosos jurados.
Forma parte en el año 2020, del jurado del XIII Share Prize  en la 15.ª edición del Share Festival de Turín,  el festival de artes digitales más pionero e importante de Italia.

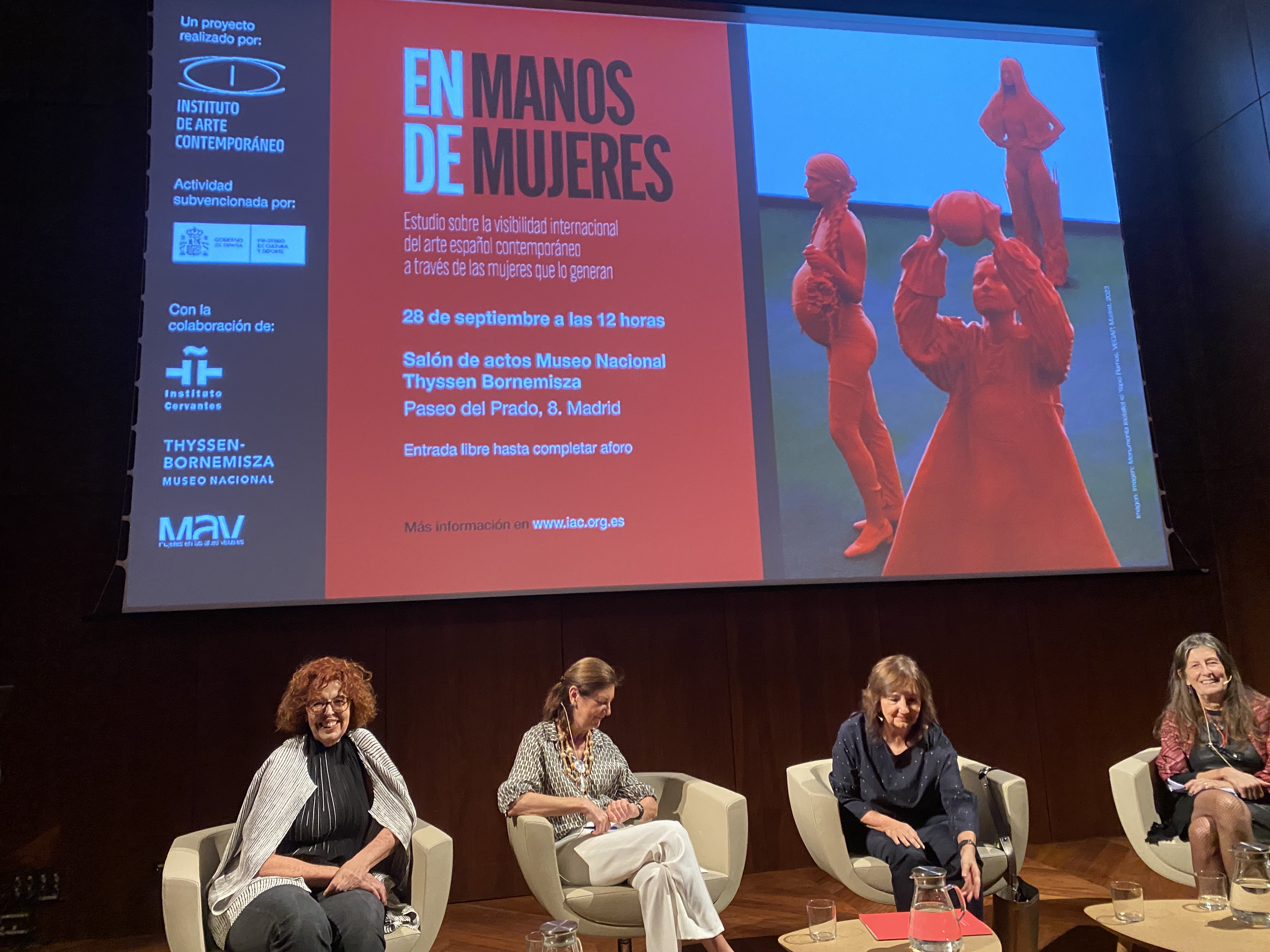
Participando en el estudio "En manos de mujeres" en el Museo Thyssen de Madrid en 2023 junto con Mareta Espinosa, Fietta Jarque y Julieta Rafecas

En el año 2023, participa en el proyecto En manos de mujeres, estudio sobre la visibilidad del arte español contemporáneo, presentado por el IAC, Instituto de Arte Contemporáneo. Dicho estudio se ha presentado en el Museo Nacional Thyssen Bornemisza y en el Instituto Cervantes, ambas sedes en Madrid.

## Comisariados
Entre sus proyectos destacan Conexión Remota (2001) en Macba (Museo de Arte Contemporáneo de Barcelona), una selección de obras de net.art comisariada con Stefano Caldana en el marco de la exposición Antagonismos. Casos de estudio, un proyecto de Manolo Borja-Villel. Conexión Remota se considera la primera exposición de net.art en un museo de arte contemporáneo en España. (Interfaz de navegación  creada por Ricardo Iglesias).
La exposición expandida e itinerante Donkijote  (2009) en Laboral Centro de Arte y Creación Industrial de Gijón, Asturias. Aproximaciones creativas en el Museo de Arte de Reus y Harddiskmuseum in Virtual Reality en Arts Santa Mònica de Barcelona.
En el año 2019, coincidiendo con el 25 aniversario del Museo Es Baluard de Palma de Mallorca, ha comisariado en este museo bajo la dirección de Nekane Aramburu, la exposición Faces  un diálogo entre la Colección de Es Baluard y la Colección BEEP de Arte Electrónico.

## Publicaciones
Desde 1994 es corresponsal desde España de Il Giornale dell’Arte (editorial Allemandi), la principal revista de arte italiana, fundadora del network del que forman parte The Art Newspaper y Le Journal des Arts.
Desde 2014 escribe regularmente sobre arte digital, agua, ecología y medioambiente en el Aquae Blog de la Fundación Aquae, de cuyos premios ha formado parte de su jurado. Colabora regularmente en las revistas De Agostini-Rizzoli y Mondadori, así como en el magazine del diario italiano Il Corriere della Sera.

### Diario El País
A partir de 1998 escribió para el periódico El diario El País (Cultura, Cataluña y suplemento cultural Babelia). Se encargó de los temas de arte y cultura digital en CiberP@is, el suplemento semanal del diario dedicado a las nuevas tecnologías, durante 12 años, hasta su clausura en 2010. Desde entonces, escribió en otras secciones del diario y en la web a través del blog El Arte en la Edad del Silicio.  
Son innumerables los artículos publicados en este diario a lo largo de su extensa colaboración semanal durante más de veinte años, en algunos casos junto a Stefano Caldana.
Selección de algunos artículos específicos sobre ecología, arte tecnológico y sobre feminismo desde el principio de los años 2.000 hasta el año 2020ː
- La revolución digital, 2006.[10]
- Entre la mitología y el feminismo, 2007.[11]
- Arte contra el calentamiento global en Canarias, 2007.[12]
- Venecia, la república de las mujeres, 2007.[13]
- Hay esperanza para Babilonia 2007[14]
- Tiempo de vanguardias, 2007.[15]
- Pionera en crear imagen, 2007.[16]
- La tecnología democratiza la creación para que todos podamos ser artistas, 2007.[17]
- Del comunismo al capitalismo, Barcelona, 2008.[18]
- Moda con derechos, 2008.[19]
- El inquietante encanto de las finanzas, 2008.[20]
- Arte desde el laboratorio, 2008.[21]
- El MoMA expone la adaptación al desarrollo tecnológico, 2008.[22]
- Hay demasiados vínculos entre el arte y la política, 2008.[23]
- Los museos deberían usar más internet, 2008.[24]
- Muñecas fumadoras pasivas, 2008.[25]
- El museo Es Baluard de Palma cambia de dirección para ser "servicio público", 2008.[26]
- Entre plantas alucinógenas y ritos ancestrales, 2008.[27]
- Teorías (artísticas) de la conspiración, 2008.[28]
- El corazón de la artista como metrónomo, 2018.[29]
- Borrar la realidad virtual en tiempo de posverdad, 2018.[30]
- Ellas son The Influencers, 2018.[31]
- Arte que invita a pensar, 2018.[32]
- Crónica de una transformación del arte analógico al digital, 2018.[33]
- El arte de la revuelta feminista, 2019.[34]
- El arte catalán ‘vence’ en Arco al coronavirus, 2020.[9]
- Un experimento visual sobre el ‘procés’ inaugura el Xcèntric, 2020.[35]